# Marie-Rose Gaillard
Marie-Rose Gaillard (Thimister, 19 augustus 1944 – Aywaille, 18 juni 2022) was een Belgisch wielrenster. Ze was actief van 1960 tot en met 1966. Haar belangrijkste prestatie was de wereldtitel op de weg in 1962. Na haar actieve carrière als wielrenster richtte ze een wielerclub op, waarvan Philippe Gilbert bij haar leven het bekendste lid was.

## Carrière

### Begin
Het was Jean Henrard, die in de jaren vijftig de vaste mecanicien van een wielerclub in Dolhain was, die Gaillard aanzette om te koersen. Zelf wist ze niet dat ook vrouwen aan wielrennen konden doen. Uiteindelijk staat ze op haar zestiende in 1960 in Visé voor het eerst aan de start van een wielerwedstrijd.

### Hoogtepunt
In 1961 eindigde Gaillard als veertiende op het WK voor beloften op het eiland Man.
Gaillard won op 18-jarige leeftijd, als jongste uit het peloton, in 1962 het wereldkampioenschap op de weg, nadat ze voor het eerst werd opgeroepen. De Belgische ploeg bestond voor de rest uit Liliane Cleiren, Simonne Elegeest, Marie-Thérèse Naessens, Yvonne Reynders en Louisa Smits. In het Italiaanse Salò lette de concurrentie vooral op haar landgenote de uittredend kampioene Yvonne Reynders, die in 1959 en 1961 won. Hierdoor kon Gaillard solo voorop blijven en had op de streep nog steeds twee en een halve minuut voorsprong. Reynders won vervolgens de sprint van een groepje met Marie-Thérèse Naessens die derde werd en de Russin Aina Puronen die vierde werd. Een volledig Belgisch podium dus. Volgens Reynders was de boel verkocht omdat ze zelf had aangeboden aan Gaillard dat zij de tegenstand zou afmatten zodat Gaillard makkelijker zou kunnen winnen. Een andere verklaring voor haar toch wel verrassende overwinning was haar speciale daaltechniek waarbij ze één hand op haar rug legde om de luchtweerstand te verkleinen.
Een jaar later op het wereldkampioenschap in Ronse, in eigen land, werd Gaillard tiende. Haar landgenotes Reynders en Rosa Sels wonnen goud en zilver. Tijdens het WK van 1964 in Sallanches in de Franse Alpen ging goud en zilver naar de Sovjetvrouwen. Gaillard werd vierde achter Sels die het brons pakte.
In 1966 won Gaillard het Belgisch kampioenschap. Op het wereldkampioenschap op de Nürburgring veroverde Reynders haar vierde regenboogtrui. Gaillard werd achtste door tweede te worden in de pelotonsprint op ruim twee minuten van de kopgroep, terwijl ze in het grootste geheim al twee maanden zwanger was.

### Post-Carrière
Eerst opende Gaillard na haar carrière een stomerij in Outremeuse. Later verhuisde ze naar Aywaille waar ze de wielerclub VC Ourthe/Amblève mee oprichtte. Deze club was vooral actief als organisator van wielerwedstrijden en kende slechts twee renners, waaronder de toen vijftienjarige Belgische wielrenner Philippe Gilbert. Ze leerde hem de eerste knepen van het vak. De band tussen beiden was goed, want Gilbert noemde haar zelfs ‘ma tante’ ook al is er geen familiale band tussen beiden.

## Palmares
1962
- Wereldkampioene op de weg in Salò

1963
- 10e Wereldkampioenschap op de weg in Ronse

1964
- 4e Wereldkampioenschap op de weg in Sallanches

1965
- 19de Wereldkampioenschap op de weg in Spanje

1966
- Belgisch kampioene op de weg
- 8e Wereldkampioenschap op de weg op de Nürburgring